# Juan Foyth
Juan Marcos Foyth (* 12. Januar 1998 in La Plata) ist ein argentinischer Fußballspieler, der für den FC Villarreal spielt. Er wird meist als Innenverteidiger eingesetzt.

## Karriere
Foyth, der auch einen polnischen Pass besitzt, lernte das Fußballspielen in der Jugend von Estudiantes de La Plata. Sein Pflichtspieldebüt für die erste Mannschaft in der Primera División gab Foyth am 19. März 2017 gegen Patronato. Zur Saison 2017/18 verpflichtete ihn der englische Erstligist Tottenham Hotspur. Er erhielt einen Fünfjahresvertrag bis zum 30. Juni 2022 und kostete 9 Mio. Euro Ablöse. Am 10. November 2018, dem 1:0-Sieg gegen Crystal Palace, erzielte er sein erstes Premier-League-Tor.
Anfang Oktober 2020 wurde der Argentinier zum FC Villarreal ausgeliehen, verlängerte gleichzeitig seinen Vertrag für Tottenham bis 2023. Die Spanier besaßen allerdings nach Ablauf der Saison eine Kaufoption, welche sie zogen. Foyth gewann bei dem Team die UEFA Europa League 2020/21 mit 11:10 i. E. gegen Manchester United.

### Nationalmannschaft
Ab dem 20. Januar 2017 spielte Foyth insgesamt 12 Spiele für die argentinische U-20-Nationalmannschaft. Am 17. November 2018 debütierte er beim Heimspiel gegen Mexiko (2:0) in der A-Nationalmannschaft.

## Titel und Erfolge
Nationalmannschaft
- Weltmeister: 2022
- Finalissima-Sieger: 2022 (ohne Einsatz)

Verein
- Europa-League-Sieger: 2021